# Warren Richards
Warren Richards (ur. 4 lipca 1950) – australijski judoka. Olimpijczyk z Montrealu 1976, gdzie zajął osiemnaste miejsce w wadze lekkiej.
Uczestnik mistrzostw świata w 1971. Zdobył złoty medal mistrzostw Oceanii w 1975 i 1977. Mistrz Australii w latach 1971, 1974-1978 i 1980.

## Letnie Igrzyska Olimpijskie 1976
| Konkurencja | Eliminacje            | Klas. końcowa |
| Konkurencja | Przeciwnik I          | Miejsce       |
| ----------- | --------------------- | ------------- |
| 63 kg       | Ivan Vidmajer (YUG) P | 18.           |